# Hippeastrum apertispathum
Hippeastrum apertispathum är en amaryllisväxtart som först beskrevs av Hamilton Paul Traub, och fick sitt nu gällande namn av Harold Emery Moore. Hippeastrum apertispathum ingår i släktet amaryllisar, och familjen amaryllisväxter. Inga underarter finns listade i Catalogue of Life.